# Coenotephria convergaria
Coenotephria convergaria är en fjärilsart som beskrevs av Stätt 1930. Coenotephria convergaria ingår i släktet Coenotephria och familjen mätare. Inga underarter finns listade i Catalogue of Life.